# Виленский, Моше
Моше Виленский (ивр. משה וילנסקי‎) (17 апреля 1910—2 января 1997) — израильский пианист, композитор и автор песен, «пионер израильской песни».

## Биография
Родился в Варшаве в семье Зелика и Хени (урожденной Либман), учился в Варшавской консерватории специализировался на композиции, эмигрировал в Палестину в 1932 году. В 1939 году женился на Берте Якимовска.
В подмандатной Палестине, а с 1948 года — в Израиле Виленский работал в театрах пианистом, а также композитором и поэтом-песенником, сочинял песни для театров и музыкальных коллективов Армии обороны Израиля, в том числе хор Нахаль в 1950-х, а также руководил оркестром радиостанции Коль Исраэль. В период 1930—1980-х годов Виленский написал около 1500 песен для фильмов, спектаклей, кабаре, а также детских песен.
Музыка Виленского сочетает традиции славянской музыки и восточной музыки. Многие его песни написаны на стихи Натана Альтермана. Плодотворным также было сотрудничество Виленского с певицей Шошаной Дамари. Наиболее популярные песни Виленского — «Kalaniyot» («Анемоны»), «Hayu Zmanim» («В те времена»), «Осень», «Позвони дважды и подожди», « Каждый день я теряю», «Последняя битва» и «Mul Har Sinai» («Напротив горы Синай»).
В 1962 году израильская исполнительница Эстер Рейхштадт заняла второе место в польском международном фестивале песни с песней Виленского «Осень».
В 1983 году Виленский был удостоен Премии Израиля за музыку к еврейским песням. В 1990 году Израильский филармонический оркестр дал специальный концерт в честь 80-летия Виленского.
Моше Виленский умер 3 января 1997 и похоронен на кладбище Кирьят-Шауль в Тель-Авиве.
В 1998 году Ассоциация композиторов, авторов и издателей Израиля учредила в его память Премию Моше Виленского.
В 2005 году по результатам опроса на израильском новостном сайте Ynet Моше Виленский занял 187 место в списке 200 самых выдающихся израильтян всех времён.